# توچت (واشینگتن)
توچت (به انگلیسی: Touchet) یک منطقهٔ مسکونی در ایالات متحده آمریکا است که در شهرستان والا والا، واشینگتن واقع شده‌است. توچت ۳٫۱ کیلومتر مربع مساحت و ۴۲۱ نفر جمعیت دارد و ۱۳۵ متر بالاتر از سطح دریا واقع شده‌است.